# Marcelin (Poznań)
Marcelin – część Poznania znajdująca się po wschodniej stronie osiedla Ławica.

## Położenie
Marcelin to niewielka dzielnica w zachodniej części Poznania. Od północy ogranicza go ul. Bukowska, od zachodu os. Bajkowe, od wschodu natomiast ul. Bułgarska. W dzielnicy położony jest częściowo Lasek Marceliński - jedno z miejsc wypoczynku w Poznaniu, którego atrakcją jest 5-kilometrowa ścieżka dydaktyczno-przyrodnicza z ośmioma przystankami oraz specjalny tor rowerowy.

## Historia
Marcelin to była wieś - folwark. W XIX w. Marcelin stanowił własność Konstancji Łubieńskiej, którą łączyły szczególne więzi sympatii z Adamem Mickiewiczem. Na dworze marcelińskim przebywała w I poł. XIX w. najstarsza córka poety - Maria. W 1850 Konstancja Łubieńska założyła w Marcelinie Szkołę Gospodarską dla dziewcząt. W końcu XIX w. na skraju Marcelina powstał Fort VIIa wchodzący w skład Twierdzy Poznań.

## Marcelin dziś
Osiedle zabudowywane jest przez deweloperów budynkami wielorodzinnymi oraz biurowymi. Największym skupiskiem biurowców jest obecnie Business Garden Poznań (docelowo 88.000 m², 5-8 tysięcy pracowników, cztery budynki są gotowe, a pięć w budowie). Oprócz tego widokowo dominują dwa wieżowce SJM Construction & Development (po szesnaście kondygnacji). Duże osiedle Nowy Marcelin postawił Ataner. Inne osiedla budują PWD Deweloper (docelowo ponad trzysta mieszkań) i Konimpex (ponad 130 mieszkań).
Na Marcelinie znajduje się ponadto gospodarstwo doświadczalne Uniwersytetu Przyrodniczego, Wielkopolskie Zakłady Teleelektroniczne (Teletra), a na początku XXI w. otwarto Centrum Handlowe King Cross m.in. ze sklepami Auchan, Media Markt i EMPiK.